# 河北教育出版社
河北教育出版社（かほくきょういくしゅっぱんしゃ）は1986年12月に設立され、中華人民共和国河北省石家荘市連盟路705号の、従業員約300名の総合出版社である。

## 構成
- 河北人文網
- 快楽教育網
- 河北教育出版社門戸網
- 「快楽作文」雑誌社
- 「21世紀中学生作文」雑誌社
- 「快楽英語」雑誌社
- 河北教育音像出版社
- 北京頌雅風文化芸術中心
- 康拓実業発展総公司
- 麦田図書有限公司

## 代表作
- 1994年
  - 中華文明史
- 1995年
  - 中華文明史
  - 屠格涅夫（ツルゲーネフ）全集
  - 中国漫画家書系
- 1996年
  - 紅罌粟叢書
- 1997年
  - 中国現代学術経典
  - 教育投入与産出研究
  - 鲁迅之世界全集